# Raúl Maradona
Raúl Alfredo Maradona, conocido como «Lalo» Maradona (Lanús, Buenos Aires, 29 de noviembre de 1966) es un exfutbolista y entrenador argentino. Fue considerado un habilidoso volante de creación y jugó en diferentes clubes del mundo. A su vez desarrolló su conocimiento en el fútbol formativo trabajando en diferentes proyectos e instituciones. Tiene el título de director técnico en la escuela de entrenadores de César Luis Menotti.

## Trayectoria

### Como futbolista
Comenzó su carrera en el fútbol jugando en las categorías inferiores en la Asociación Atlética Argentinos Juniors, donde fue dirigido por el entrenador José Pekerman. Luego continuaría su formación juvenil en Boca Juniors, donde seguiría hasta su debut profesional en el año 1986 contra Estudiantes de la Plata. Además de otro partido de liga contra el Deportivo Italiano, llegó a disputar un superclásico frente a River Plate en la Copa Libertadores de América. 
En 1987, tras un año en Boca Juniors, Raúl llegó al Viejo Continente para sumarse al Granada de España, equipo en el cual militaría por dos años. Para la historia, quedó un amistoso entre Granada y Malmö FF en noviembre de 1987, cuando tres futbolistas de la familia Maradona (Lalo, Diego y Hugo) coincidieron en el mismo césped contra el campeón de Suecia de la temporada anterior, al que entrenaba Roy Hodgson. 
Luego de su paso por el fútbol europeo, desembarcó en Venezuela en el año 1991 y vistió la camiseta del Deportivo Italia, en el cual solo disputó una temporada. Nuevamente en Argentina, continuó su carrera en Defensa y Justicia hasta 1992 y en Deportivo Laferrere en la temporada 1992-93. 
Finalizado su paso en el equipo argentino, Lalo emigró hacia el continente norteamericano, donde jugó en Estados Unidos y Canadá. Comenzó en el Fort Lauderdale Strikers, por el año 1993, equipo que participaba en la American Professional Soccer League (APSL). En 1995 firmó para Toronto Italia de la antigua Canadian National Soccer League (CNSL), ahora conocida como Canadian Soccer League, donde al año siguiente consiguió el campeonato de la CNSL al derrotar en la final al St. Catharines Wolves en 2 partidos: 5-0 y 6-0. 
Después de conseguir el título con Toronto Italia, se sumó al Toronto Shooting Stars de la National Professional Soccer League (NPSL), donde jugó 27 partidos y convirtió 12 veces en la temporada 1996-97. Al finalizar el campeonato, en 1997, volvió a la CNSL y firmó con North York Talons. Poco tiempo después, culminó esta etapa luego de jugar para los Buffalo Blizzard hasta el año 1998. 
Decidió terminar su carrera en Perú en el año 1998 vistiendo los colores del Deportivo Municipal, equipo donde compartió vestuario con Roberto Martínez, Fernando Calcaterra y Prince Amoako.

### Como técnico
Luego de retirarse como jugador profesional, regresó a Canadá para conseguir su diploma de técnico deportivo de infantiles nivel 3 en el club deportivo North York Weston de Toronto, Ontario. 
En 1994 formó parte del cuerpo técnico como ayudante principal de la dupla técnica Diego Maradona y Carlos Fren en el equipo Deportivo Mandiyú de Corrientes. 
Uno de sus primeros inicios como formador de futbolistas, fue con la escuela Lalo Maradona en el complejo Club Muni en la ciudad de Buenos Aires. Un proyecto con licencia de World Eleven bajo dirección del agente Guillermo Tofoni, en el cual Lalo fue el encargado de la captación y formación de talentos de chicos entre seis y doce años. Fue subcampeón con la escuela en la final de Lobos contra Boca Juniors en infantiles.
En 2006, fue designado tanto para la formación de las inferiores del club como para la dirección y responsabilidad de una gestión deportiva, social y psicológica de los juveniles en el Club Atlético Social y Deportivo Camioneros.
Fue técnico principal del equipo Alvarado de Mar del Plata que disputaba el Torneo Federal Argentino en el año 2008.
En 2011 comienza a trabajar como coordinador de las categorías formativas en el Club Atlético Independiente, uno de los grandes clubes de Argentina, en categoría infantiles y juveniles. Cargo que ocupa hasta la actualidad.
Es el cofundador de Diego Maradona Soccer Academy, escuela fundada junto con su hijo en 2013 en Toronto, Ontario, Canadá. Es una academia especializada en el entrenamiento y desarrollo de jugadores de fútbol para oportunidades profesionales y becas escolares.
Es el director deportivo de los torneos de fútbol Maradona Cup y hoy en día esta proyectando un programa educativo de enseñanza del fútbol para países emergentes.

## Clubes

### Como jugador
| Club                     | País           | Año       |
| ------------------------ | -------------- | --------- |
| Boca Juniors             | Argentina      | 1986      |
| Granada                  | España         | 1987-1988 |
| Deportivo Italia         | Venezuela      | 1991      |
| Defensa y Justicia       | Argentina      | 1991-1992 |
| Deportivo Laferrere      | Argentina      | 1992-1993 |
| Fort Lauderdale Strikers | Estados Unidos | 1993-1995 |
| Toronto Italia           | Canadá         | 1995-1996 |
| Toronto Shooting Stars   | Canadá         | 1996-1997 |
| North York Talons        | Canadá         | 1997      |
| Deportivo Municipal      | Perú           | 1998      |
| Buffalo Blizzard         | Estados Unidos | 1998      |

En los años 1989 y 1990, integró el equipo reserva o alternativo B del Granada Club de Futbol español.

### Como técnico
| Club                                        | País      | Año             | Cargo                 |
| ------------------------------------------- | --------- | --------------- | --------------------- |
| Deportivo Mandiyú                           | Argentina | 1994            | Ayudante técnico      |
| Alvarado de Mar del Plata                   | Argentina | 2008            | Director técnico      |
| Club Atlético Independiente                 | Argentina | 2006-actualidad | Formador de juveniles |
| Club Atlético Social y Deportivo Camioneros | Argentina | 2006-actualidad | Formador de juveniles |